# Stadserf

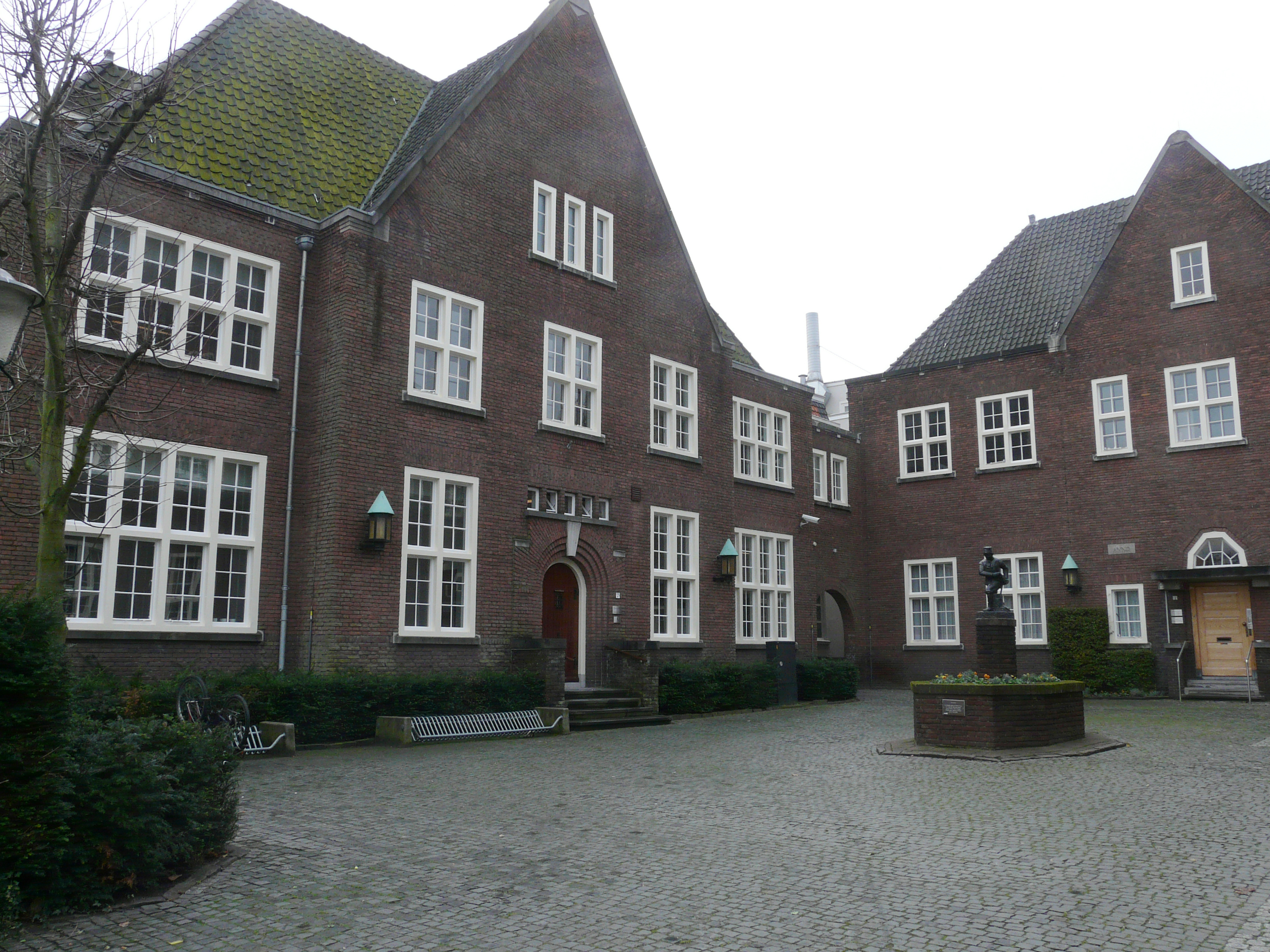
Stadserf met de achterkant van het stadhuis

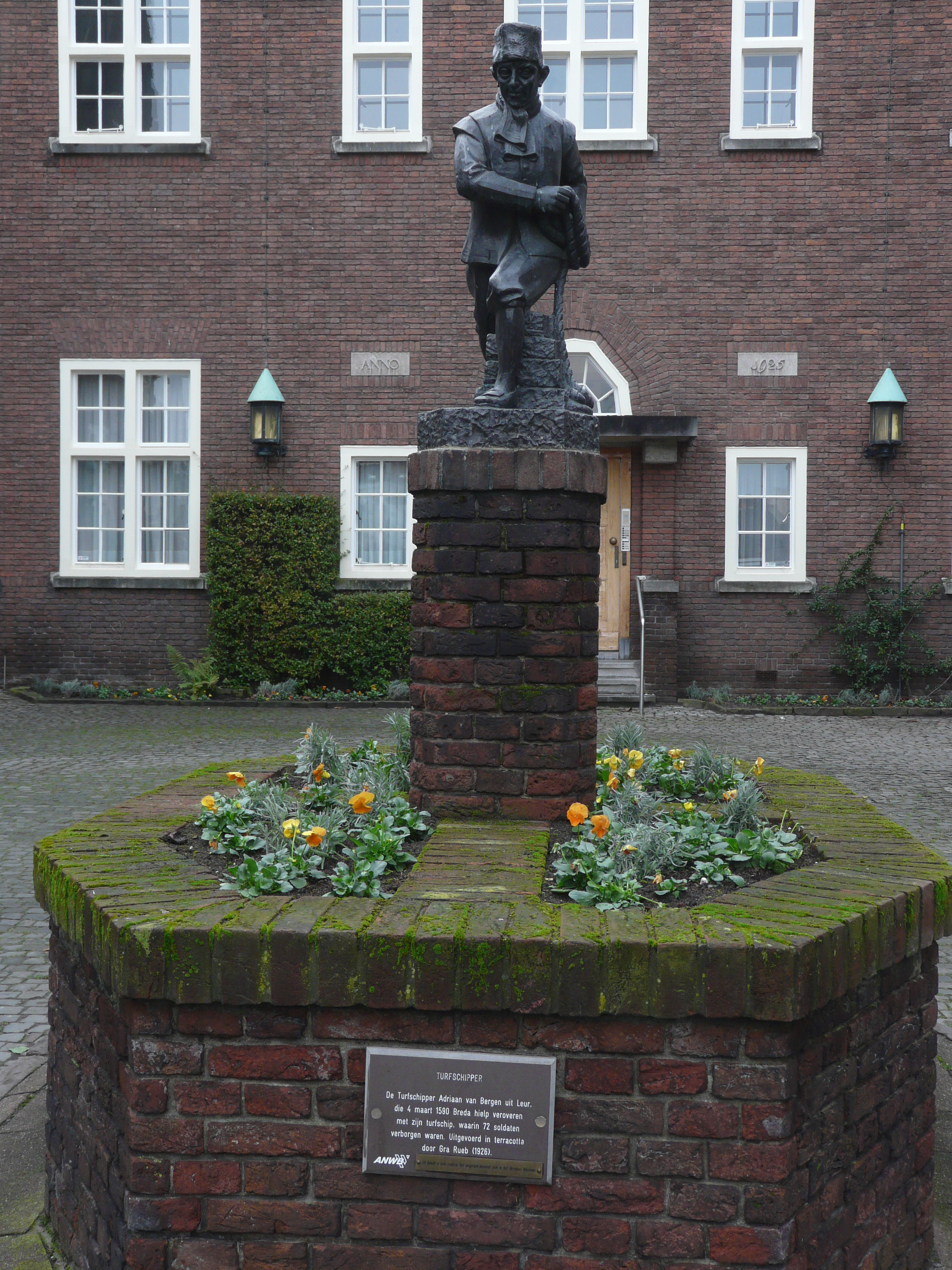
Standbeeld Turfschipper Adriaan van Bergen

Stadserf is een straat en pleintje in de binnenstad van de Nederlandse stad Breda.
Het bevindt zich achter het Oude Stadhuis aan de Grote Markt. Hier staat ook het standbeeld van de Turfschipper van het Turfschip van Breda met schipper Adriaen van Bergen.
Het is bereikbaar door een poort naast de vestiging van de VVV op de Grote Markt. In de omgeving ligt de Willem Merkxtuin.

## Geschiedenis
In 1246 wordt de Plaetse (de huidige Grote Markt Breda) aangelegd. Naast het raadhuis loopt een poort naar een boerderij aan de Verloren Kost, een watertje dat ontsprong op het huidige Stadserf (1385). In 1490 en 1534 is er een grote stadsbrand. In 1518 wordt de St. Annastraat aangelegd en komt er een straat langs de Verloren Kost. In 1540 wordt het Stadserf afgesloten van de St. Annastraat met een poort. Het wordt een opslagterrein. In 1698 worden er bomen geplant. In 1708 wordt de Verloren Kost gedempt. In 1747 komt de stadsasbak op het Stadserf. In 1839 komt er een nieuw poortgebouw aan de St. Annastraat. In 1851 staan vier koetshuizen voor de gegoede burgerij. In 1866 bouwt J.F. Sprengers aan de noordkant een stoomhoedenfabriek die in 1918 afbrandt. In 1926 wordt de raadzaal in gebruik genomen.

## Foto’s

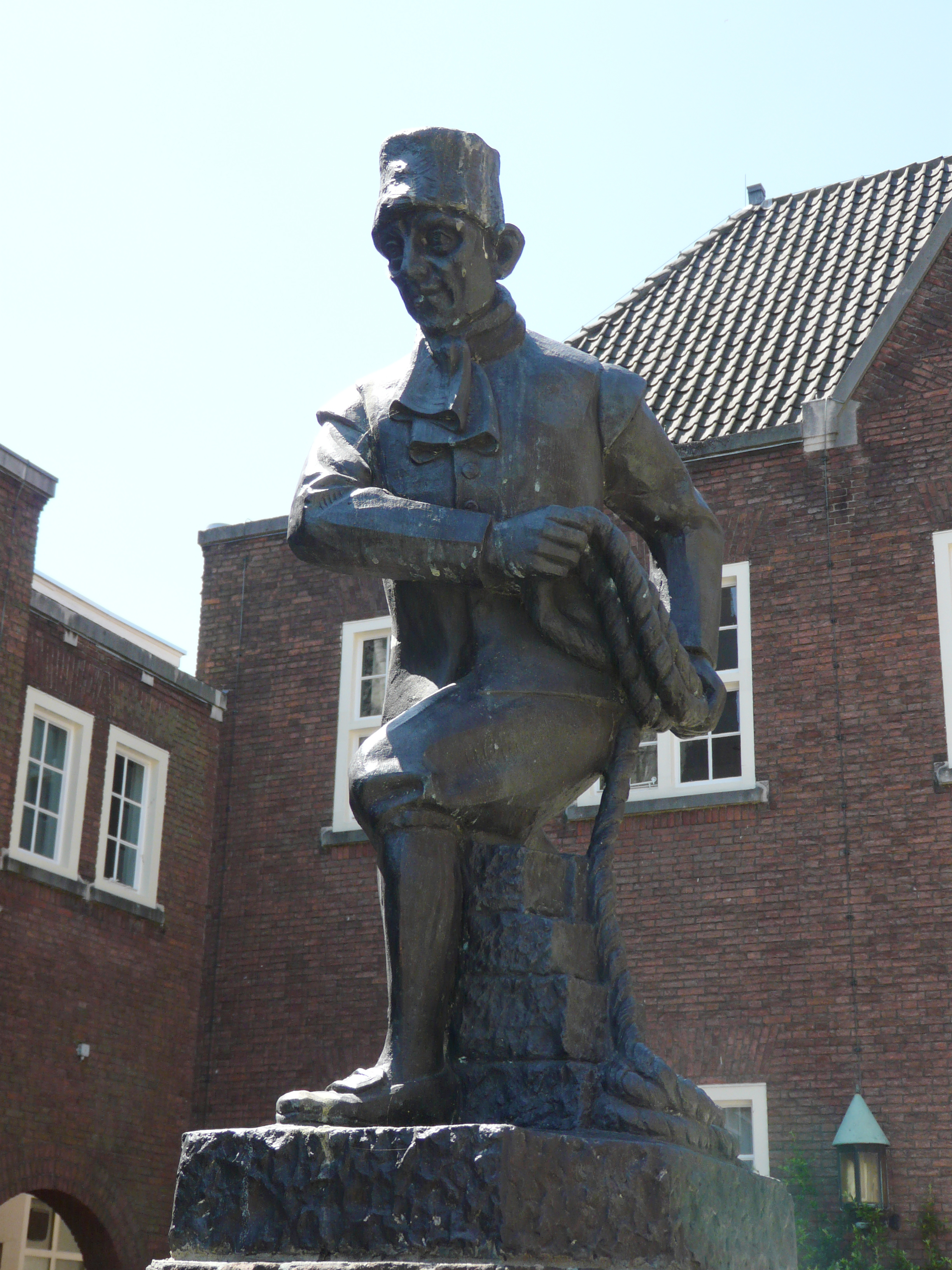